# Федоренко Марія Яківна
Федо́ренко Марі́я Я́ківна — відома колгоспниця, ланкова, Герой Соціалістичної Праці, нагороджена Орденом Леніна.

## Біографія
Марія Яківна Федоренко у 1944 році стала ланковою, почала вивчати досвід Н. В. Дяченко та досвід передових махоркосіючих ланок.
В 1948 році М. Я. Федоренко стає ланковою колгоспу імені Ворошилова Чорнухинського району (с. Лісова Слобідка). Восени на обласній нараді передовиків сільського господарства, вона взяла зобов'язання що в 1949 році на площі 3 га її ланка виростить урожай махорки по 80 ц/га. Ланка включилася в соціалістичне змагання.
У 1949 році вона виростила урожай на площі 3 га по 80,6 центнерів з гектара. Це був найвищий урожай махорки по Україні. За цей трудовий подвиг Указом Президії Верховної Ради СРСР ланковій Федоренко М. Я. в 1949 році було присвоєно звання Героя Соціалістичної Праці.
Працівниці її ланки теж одержали урядові нагороди:
- Тарасенко Фаіна — орден «Трудового Червоного Прапора»,
- Олександра Ковтун, Ганна Ковтун і Марія Литвин — медалі «За трудову доблесть».

За здану махорку з ланки М. Я. Федоренко колгосп одержав 51 тис. крб і 240 ц хліба, а кожна з працівниць ланки одержала по 1500 крб, 120 пудів хліба і 120 кг цукру.
Заохочена нагородами ланка М. Я. Федоренко зобов'язалися виростити в 1951 році ще більший урожай − 85,4ц/га на площі 5 га (за останні три роки середній урожай махорки становив 56 ц/га).
На цей час ланка М. Я. Федоренко поповнилась і на 1951 рік включала 10 осіб: М. Я. Федоренко, Г. К. Воїн, О. Д. Ковтун, Ф. О. Тарасенко, П. Г. Цимбал, Н. С. Ковтун, Я. М. Горбик, Г. М. Ковтун, X. В. Гончаренко, X. С. Ковтун.
У 1951 році ланка М. Я. Федоренко одержала урожай махорки 85,4 ц/га на площі 5 га. Державі здано 427,22 центнерів махорки, з них 273,2 центнера першого сорту, 93,06 центнера — другого, 60,96 центнерів — третього сорту, а працівниці ланки за цю роботу одержали 31297 крб. грішми та по пільгових цінах 14,2 ц цукру.
У 1954 році ланка Федоренко М. Я. виростила урожай махорки 53 ц/га, 81 % сировини здано 1-м сортом, решта — 2-м сортом.
1955 року ланка взяла зобов'язання виростити по 100 ц/га махорки і допомогти своєму колгоспу одержати на всій площі по 30ц/га. Досягнуті успіхи дали право ланці бути учасником Всесоюзної сільськогосподарської виставки в 1954 — 1955 pp.
У 1957 році ланка Федоренко М. Я. виростила високий урожай цукрових буряків по 550 ц/га, за що в 1958 р. ланкова була нагороджена Орденом Леніна.
У 1959 році ланка М. Я. Федоренко одержала урожай цукрових буряків по 525 ц/га і махорки по 51 ц/га, за що одержала Почесну Грамоту, а в 1960 р. нагороджена другою Почесною Грамотою Чорнухинського району тепер уже як ланка колгоспу «40-річчя Жовтня», оскільки з 1957 до 1963 року колгосп функціонував під цією назвою.
М. Я. Федоренко — неодноразовий учасник Всесоюзної виставки досягнень народного господарства в Москві, нагороджена двома золотими, однією срібною медаллю «Учасник ВДНГ».